# Guaraníové

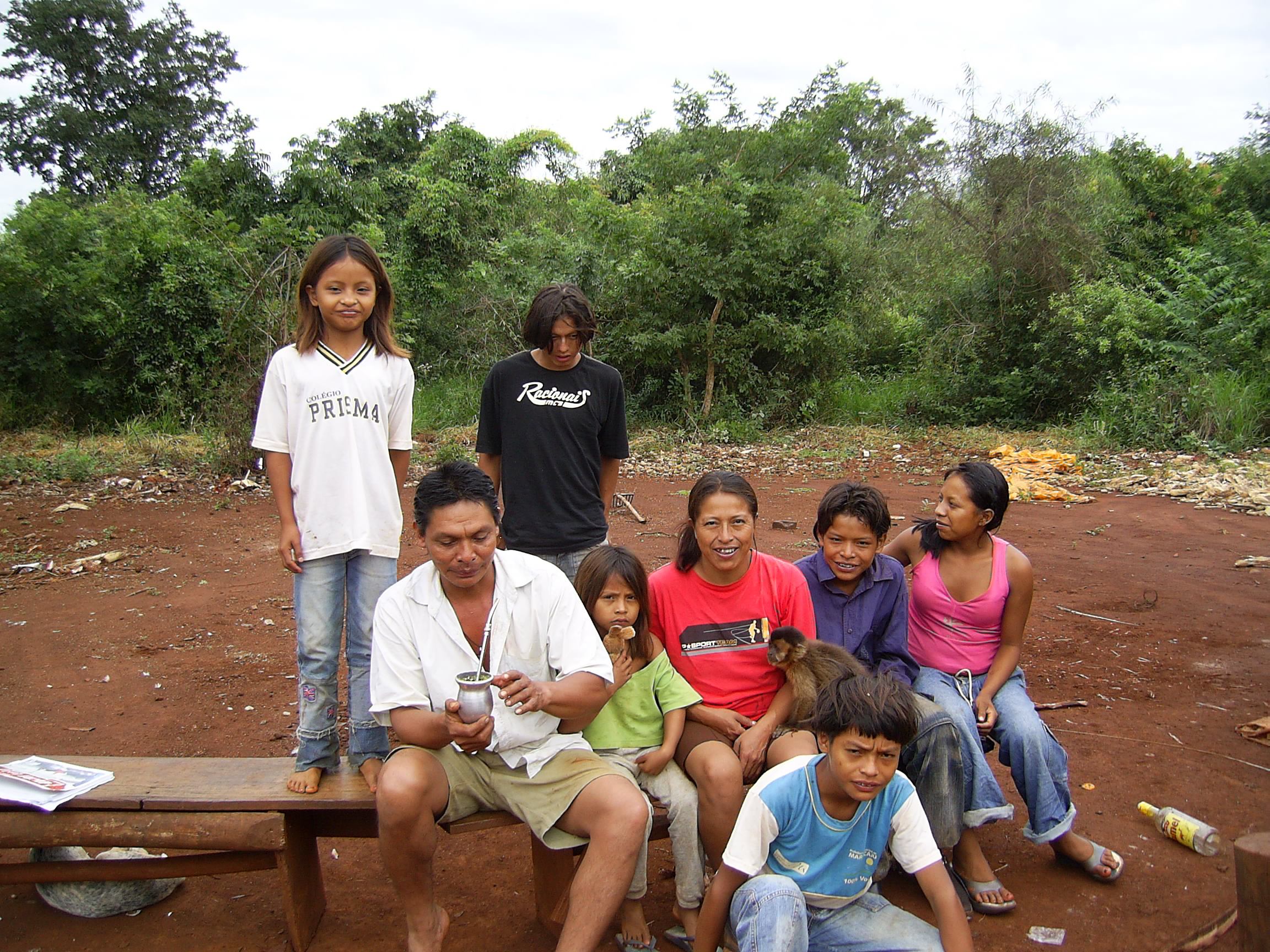
Rodina Guaraníů, Brazílie

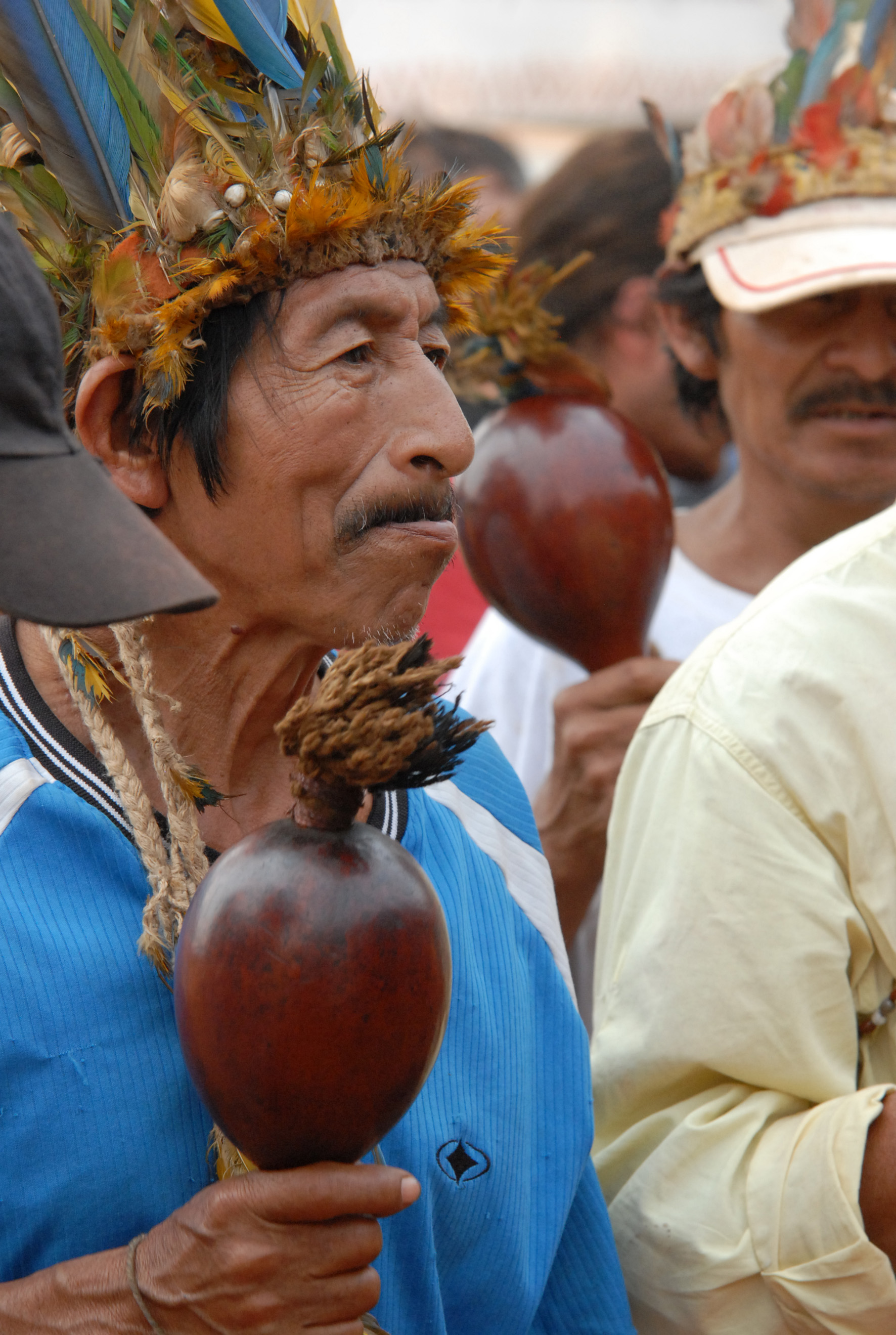
Šaman (Guaraní, Brazílie)

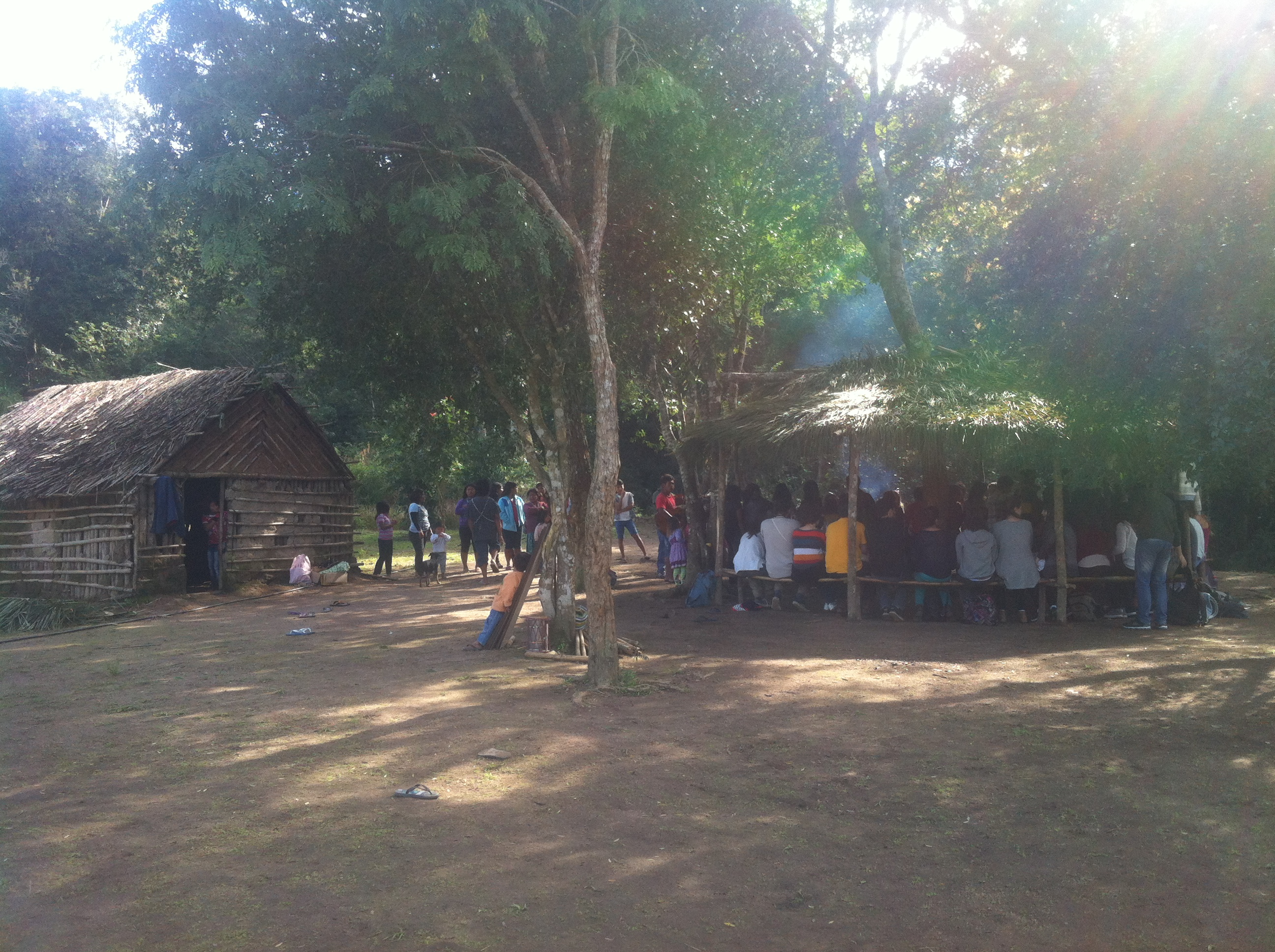
Tekoá Jataí'ty (Rio Grande do Sul, Brazílie)

Guaraní je etnická skupina jihoamerických indiánů, žijících v oblasti Gran Chaco a na rozhraní Argentiny, Paraguaye, Brazílie a Uruguaye. Jazykově i kulturně jsou blízcí kmenům Tupí a Tupinambá, žijícím severněji v oblasti Amazonie. Hovoří jazykem Guaraní, jenž je přes silnou konkurenci španělštiny dosud druhým úředním jazykem Paraguaye, kde jím kromě Guaraníů hovoří i mnozí mestici a také potomci evropských přistěhovalců (jazyk je součástí výuky ve školách).

## Dějiny a způsob života
Guaraníové se živili především zemědělstvím, pěstovali tradičně maniok, kukuřici, bavlník, tabák a další rostliny, významný byl i lov, rybolov a sběr. Jejich oblíbeným nápojem je dosud čaj z yerba maté. Jejich společnost byla patrilineární a žili v osadách, tvořených velkými společnými domy maloka. Od 16. stol. se dostávali do kontaktu s jezuitskými misionáři, kteří na jejich území postupně založili asi 30 misií zvaných redukce. Jezuité mezi Guaraníi šířili křesťanství, ale také znalost chovu koní a dobytka, mimoto organizovali jejich obranu před brazilskými otrokáři, což se stalo námětem slavného filmu Mise. Po zrušení jezuitského řádu a zániku misí roku 1768 byli Guaraníové zahnání zpět do savan a pralesů, kde se vrátili k tradičnímu způsobu života i starým zvykům, udrželi si však některé výdobytky, zejména chov koní a palné zbraně. V 60. letech 19. stol. byli téměř vyhubeni v průběhu paraguayské války. V současné době[kdy?] žije asi 95 000 Guaraníú, především v Paraguayi, malá část i v Argentině, Bolívii a Brazílii.

## Mytologie a náboženství
Původní náboženství Guaraníů bylo animistické, od 16. stol. však byli vystaveni intenzivní katolické misii ze strany jezuitů. Původní představy si však částečně udrželi. Nejvyšším božstvem byl stvořitel Ňamandú, který na počátku oživil sám sebe. jeho prvním dílem byla řeč, jejíž tvořivá moc mu umožnila vytvořit další božstva, a prvotní, dokonalý svět. S pomocí řeči vytvořil ducha Slunce a ohně Karaí, ducha mraků, stínu a dýmu Jakairá, ducha vody a deště Tupá a ženského ducha noci a Měsíce Arasy. Nakonec stvořil ze směsi hlíny, ptačí krve, rostlinných šťáv a rozdrcené stonožky první lidský pár. Když byli lidé stvořeni,objevili se na světě duch dobra Angatupyry a duch zla Taú. Lidé si vybrali ducha zla, provinili se incestem a dalšími zločiny, proto je stvořitel Ňamandú potrestal potopou a sám odešel do vzdálené Země bez zla. Od té doby se již neprojevuje a jeho božskou úlohu převzal vládce deště Tupá.
Další mýtus vypráví o lidské ženě Keraně, které byla unesena duchem zla Taú a porodila mu sedm dětí, z nichž s však kletbou měsíční bohyně Arasy stala monstra, ale zároveň mocní duchové:
- Tejú Jagua: sedmihlavý ještěr teju s ohnivýma očima, vládce podzemí a strážce pokladů.
- Mbóí Túí: opeřený had s ptačí hlavou, vládce řek a rybolovu.
- Moňai: rohatý had, nadaný kouzelnou mocí.
- Ao ao: zlý duch hor a kopců, připomínající obřího pekariho.
- Kurupi: chlupatý lesní duch s chodidly obrácenými dozadu, vládce pralesa a zvěře.
- Jasy Jatere: duch siesty a rostliny yerba maté, vypadající jako člověk – albín.
- Luison: zlý duch smrti a pohřebišť, připomínající psovitou šelmu, resp. vlkodlaka (v portugalštině označen slovem lobisomem).